# Vámospércs

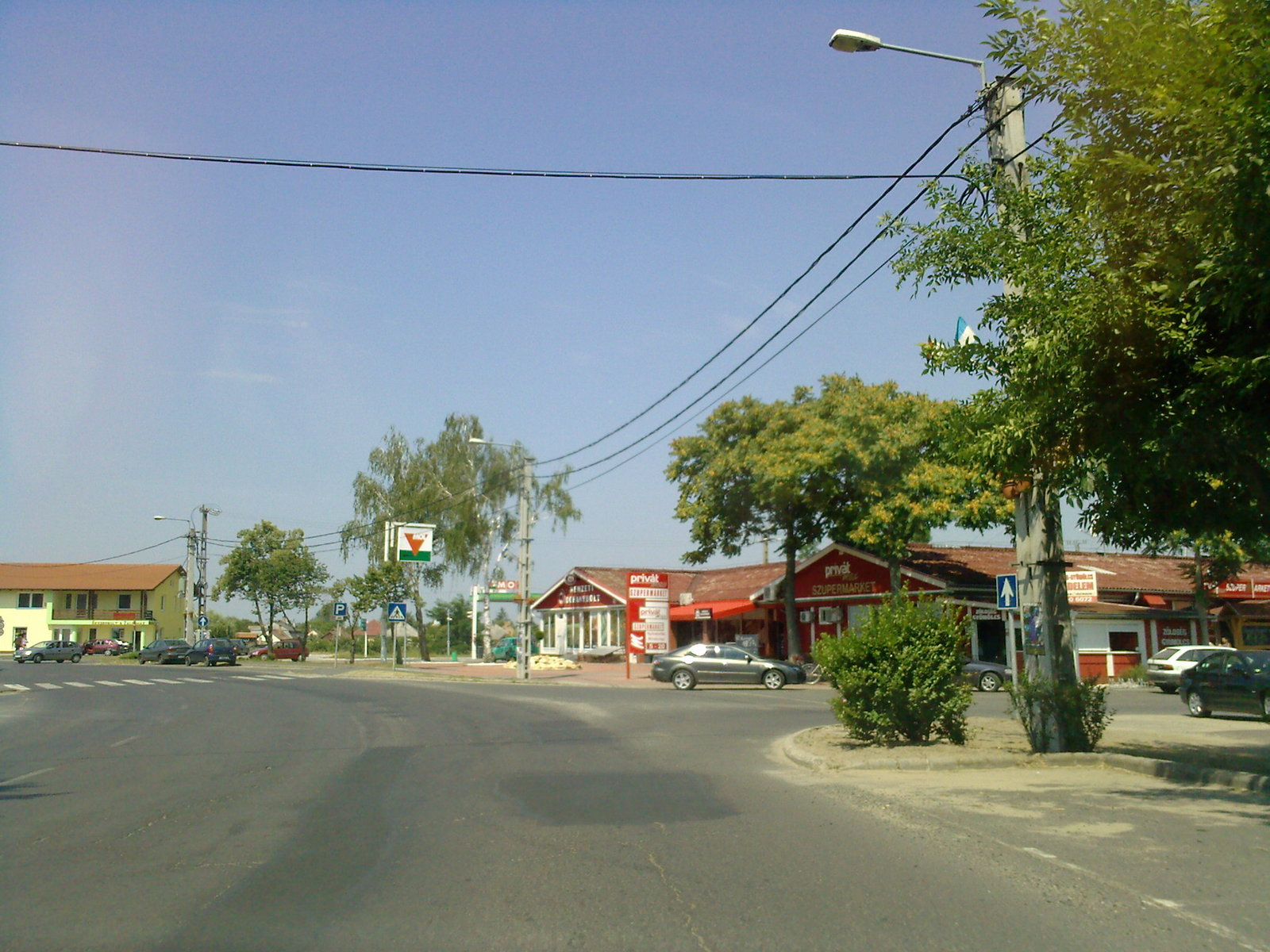
Vámospércs

Vámospércs ist eine ungarische Stadt im Kreis Nyíradony im Komitat Hajdú-Bihar.

## Geografische Lage
Vámospércs liegt 20,5 Kilometer östlich des Komitatssitzes Debrecen, 18 Kilometer südlich der Kreisstadt Nyíradony und 10 Kilometer westlich der Grenze zu Rumänien.
Nachbargemeinden sind Nyírmártonfalva, Nyíracsád, Nyírábrány, Bagamér und Újléta.

## Geschichte
Im Jahr 1913 gab es in der damaligen Großgemeinde 804 Häuser und 3369 Einwohner auf einer Fläche von 10.113 Katastraljochen. Sie gehörte zu dieser Zeit zum Bezirk Központ im Komitat Hajdú.
Im Jahr 2001 erhielt Vámospércs den Status einer Stadt.

## Sehenswürdigkeiten
- Brunnen der Legenden mit Wunderhirsch, erschaffen von Aranka E. Lakatos
- István-Bocskai-Büste
- Károly-Telegdy-Grabmal
- 1956er-Denkmal
- Petőfi-Büste, erschaffen von György Radó
- Reformierte Kirche, erbaut 1802 im spätbarocken Stil, 1838 und 1906 erweitert
- Römisch-katholische Kapelle Szent István király, in der auch die Gottesdienste der griechisch-katholischen Gemeinde stattfinden
- Szabadság-Denkmal, erschaffen 1984 von Róza Pató
- Weltkriegsdenkmal

## Verkehr
Durch Vámospércs verläuft die Hauptstraße Nr. 48, auf die die Landstraßen Nr. 4805, Nr. 4806 und Nr. 4807 münden. Vámospércs ist angebunden an die Eisenbahnstrecke von Debrecen zur rumänischen Stadt Satu Mare. Zudem bestehen Busverbindungen in alle umliegenden Gemeinden.